# Samil cheonha
Pour plus de détails, voir Fiche technique et Distribution.
Samil cheonha (삼일천하) est un film sud-coréen réalisé par Shin Sang-ok, sorti en 1973.

## Synopsis
En 1884, deux factions s'affrontent à la cour du roi.

## Fiche technique
- Titre : Samil cheonha
- Titre original : 삼일천하
- Titre anglais : The Three-Day Reign
- Réalisation : Shin Sang-ok
- Scénario : Kwak Il-ro
- Musique : Hwang Mun-pyeong
- Photographie : Choi Seung-woo
- Montage : Kim Hyeon
- Production : Shin Sang-ok
- Société de production : Anyang Films
- Pays :  Corée du Sud
- Genre : Drame et historique
- Durée : 132 minutes
- Dates de sortie : 
  -  Corée du Sud : 15 février 1973

## Distribution
- Shin Young-kyun
- Shin Seong-il
- Yun Jung-hee
- Park No-shik
- Won Nam-kung

## Distinctions
Le film a reçu le Blue Dragon Film Award du meilleur film.